# Karl Winkler (Heimatforscher)
Karl Winkler (* 5. Januar 1891 in Regenstauf; † 17. Juli 1961 in Amberg) war ein deutscher Heimatforscher, Literarhistoriker und Lehrer.

## Leben
Winkler wuchs in der Oberpfalz auf und besuchte nach dem Abitur von 1904 bis 1909 das Lehrerseminar in Amberg (heute Max-Reger-Gymnasium Amberg). Nach Lehrtätigkeiten an verschiedenen Schulen war er von 1939 bis 1950 Lehrer an der „Aufbauschule“ bzw. dem späteren „Deutschen Gymnasium“.
Auf wissenschaftlicher Seite befasste er sich insbesondere mit der Erforschung der Geschichte und Literatur seiner Heimat. Neben mehreren Büchern schrieb er auch Artikel für Zeitungen und Zeitschriften, beispielsweise für die Heimatbeilage der Amberger Volkszeitung und die im Kallmünzer Verlag Laßleben erscheinende Heimatzeitschrift Die Oberpfalz, wo er unter anderem von 1941 bis 1943 auch als Redakteur tätig war.

## Publikationen
- Oberpfälzische Sagen, Legenden, Märchen und Schwänke. Aus dem Nachlass Franz Xaver von Schönwerths gesammelt. Verlag Laßleben, Kallmünz 1925 (Erstauflage).
- Oberpfälzisches Heimatbuch. Verlag Laßleben, Kallmünz 1929 (Erstauflage). Digitalisat
- Heimatsprachkunde des Altbayerisch-Oberpfälzischen. Verlag Laßleben, Kallmünz 1936. Digitalisat
- Literaturgeschichte des oberpfälzisch-egerländischen Stammes (Zweibändiges Werk). Verlag Laßleben, Kallmünz 1929 (Erstauflage). Band 2 Nordgaulesebuch, Kallmünz 1940 (Digitalisat).
- Neidhart von Reuental: Leben, Lieben, Lieder. Verlag Laßleben, Kallmünz 1956.

## Rezensionen
„Wenngleich der Durchschnitts-Oberpfälzer recht wenig oder gleich gar nichts über das frühere literarische Schaffen in seinem Regierungsbezirk weiß, so kann sich dennoch die Oberpfalz rühmen, als einzige bayerische Region eine umfängliche Literaturgeschichte mit ergänzendem Lesebuch zu besitzen, die für die Zeit ihres Erscheinens als mustergültig gewertet wird. Gemeint ist hier die von Karl Winkler (1891–1961) herausgebrachte „Literaturgeschichte des oberpfälzisch-egerländischen Stammes“ mit dem 2. Band „Nordgaulesebuch“.“

## Auszeichnungen
- Bundesverdienstkreuz am Bande
- 1952: Nordgau-Kulturpreis der Stadt Amberg in der Kategorie „Heimatpflege“